# Kabupaten Solok Selatan
Kabupaten Solok Selatan är ett kabupaten i Indonesien.   Det ligger i provinsen Sumatera Barat, i den västra delen av landet, 800 km nordväst om huvudstaden Jakarta. Antalet invånare är 144 281.